# Syntomeida hampsoni
Syntomeida hampsoni là một loài bướm đêm thuộc phân họ Arctiinae, họ Erebidae.